# Klass A 1953/54
Die Saison 1953/54 war die achte Spielzeit der Klass A als höchste sowjetische Eishockeyspielklasse. Den sowjetischen Meistertitel sicherte sich zum insgesamt zweiten Mal Dynamo Moskau.

## Modus
Die neun Mannschaften der Klass A spielten in der Hauptrunde in Hin- und Rückspiel gegen jeden Gruppengegner, wodurch die Anzahl der Spiele pro Mannschaft 16 betrug. Meister wurde die Mannschaft mit den meisten Punkten, während der Tabellenletzte in die zweite Liga abstieg. Für einen Sieg erhielt jede Mannschaft zwei Punkte, bei einem Unentschieden gab es einen Punkt und bei einer Niederlage null Punkte.

## Tabelle
|    | Klub                   | Sp | S  | U | N  | T   | GT  | Punkte |
| -- | ---------------------- | -- | -- | - | -- | --- | --- | ------ |
| 1. | HK Dynamo Moskau       | 16 | 15 | 0 | 1  | 118 | 36  | 30     |
| 2. | ZDSA Moskau            | 16 | 13 | 1 | 2  | 140 | 26  | 27     |
| 3. | Zenit Moskau           | 16 | 10 | 3 | 3  | 93  | 41  | 23     |
| 4. | ODO Leningrad          | 16 | 9  | 3 | 4  | 86  | 61  | 21     |
| 5. | KKM Elektrostal        | 16 | 6  | 3 | 7  | 63  | 97  | 15     |
| 6. | Daugava Riga           | 16 | 5  | 1 | 10 | 50  | 90  | 11     |
| 7. | Awangard Tscheljabinsk | 16 | 3  | 2 | 11 | 36  | 78  | 8      |
| 8. | Dynamo Leningrad       | 16 | 3  | 1 | 12 | 52  | 96  | 7      |
| 9. | Dynamo Swerdlowsk      | 16 | 1  | 0 | 15 | 31  | 114 | 2      |

Sp = Spiele, S = Siege, U = unentschieden, N = Niederlagen, OTS = Overtime-Siege, OTN = Overtime-Niederlage, SOS = Penalty-Siege, SON = Penalty-Niederlage

## Beste Torschützen
Abkürzungen: T = Tore, V = Assists, Pkt = Punkte; Fett: Saisonbestwert
| Spieler            | Team          | Tore |
| ------------------ | ------------- | ---- |
| Beljai Bekjaschew  | ODO Leningrad | 34   |
| Alexei Guryschew   | Zenit Moskau  | 30   |
| Alexander Uwarow   | Dynamo Moskau | 24   |
| Wiktor Schuwalow   | ZDSA Moskau   | 20   |
| Michail Bytschkow  | Zenit Moskau  | 19   |
| Wiktor Klimowitsch | Dynamo Moskau | 19   |

## Sowjetischer Meister
| Meister Dynamo Moskau | Torhüter: Karl Liiw, Alexander Osmolowski, Nikolai Ulanow Verteidiger: Nikolai Alexuschin, Witali Kostarew, Anatoli Molotkow, Wiktor Tichonow, Oleg Tolmatschow Angreifer: Wladimir Ischin, Anatoli Jegorow, Wiktor Klimowitsch, Juri Krylow, Walentin Kusin, Boris Petelin, Alexander Soldatenkow, Alexander Uwarow Cheftrainer: Arkadi Tschernyschow |